# Cynthia Mascitto
Cynthia Mascitto (Montreal, 4 oktober 1992) is een in Canada geboren Italiaans shorttrackster.

## Biografie
Mascitto werd geboren in Franstalig Canada uit Italiaanse ouders en begon op vierjarige leeftijd met shorttrack in de stad Laval. In 2011 nam ze namens Canada deel aan de wereldkampioenschappen junioren in Italië en won ze met de aflossingsploeg zilver.
Na enkele jaren in de Canadese jeugd zag ze in 2015 geen perspectief meer met de Canadese ploeg en overweeg te stoppen. De Italiaanse Arianna Fontana haalde haar een jaar later over om voor Italië uit te komen. Ze maakte haar debuut in de Italiaanse ploeg in november 2016.
In 2018 nam Mascitto voor Italië deel aan de Olympische Winterspelen. Individueel nam ze deel aan de 1000 meter, maar kwam niet verder dan de eerste heat. Voor de aflossingsploeg, die zilver behaalde, was ze reserve.
In 2020 won Mascitto met de Italiaanse aflossingsploeg goud bij de wereldbekerwedstrijd in het Japanse Nagoya. Bovendien werd zilver behaald op de EK van dat jaar. De EK-ploeg bestond naast Mascitto verder uit Fontana, Martina Valcepina en Nicole Botter Gomez. In 2021 werd op het EK brons gepakt, ondanks een valpartij in de finale. Mascitto maakte nu deel uit van de aflossingsploeg samen met Valcepina, Arianna Sighel en Gloria Ioriatti. Op de wereldkampioenschappen in 2021 haalde de Italiaanse aflossingsploeg met Mascitto, Fontana, Martina Valcepina, Arianna Valcepina en Sighel brons.
Tijdens de Olympische Winterspelen 2022 in Peking bleef ze steken in de heats van de 1000 meter, haalde ze de B-finale op de 1500 meter en werd ze met de aflossingsploeg vijfde.